# Liste der Nummer-eins-Hits in den Niederlanden (1965)
Diese Liste enthält alle Nummer-eins-Hits in den Niederlanden im Jahr 1965. Es gab in diesem Jahr zwölf Nummer-eins-Singles.
| Singles |
| --- |
| - Lucille Starr – The French Song (Quand le soleil dit bonjour aux montagnes) - 3 Wochen (12. Dezember 1964 – 1. Januar 1965, insgesamt 5 Wochen) - The Beatles – I Feel Fine - 5 Wochen (2. Januar – 5. Februar) - Lucille Starr – The French Song (Quand le soleil dit bonjour aux montagnes) - 2 Wochen (6. Februar – 19. Februar, insgesamt 5 Wochen) - Gudrun Jankis und Stig Rauno – Let Kiss / Letkis - 5 Wochen (20. Februar – 26. März) - Gudrun Jankis, Stig Rauno und Dutch Swing College Band – Let Kiss / Letkis / Letkis jenka - 3 Wochen (27. März – 16. April) - The Beatles – Rock and Roll Music / No Reply - 3 Wochen (17. April – 7. Mai) - The Beatles – Ticket to Ride - 9 Wochen (8. Mai – 9. Juli) - Sam the Sham & the Pharaohs: Wooly Bully - 4 Wochen (10. Juli – 6. August) - The Beatles – Help! - 6 Wochen (7. August – 17. September) - The Rolling Stones – (I Can’t Get No) Satisfaction - 5 Wochen (18. September – 22. Oktober) - Dave Berry – This Strange Effect - 3 Wochen (23. Oktober – 12. November) - The Beatles – Yesterday - 6 Wochen (13. November – 24. Dezember) - The Beatles – We Can Work It Out / Day Tripper - 7 Wochen (25. Dezember 1965 – 11. Februar 1966) |

## Jahreshitparaden (1965)
| Singles |
| --- |
| 1. Mikis Theodorakis – La danse de Zorba 2. The Scorpions – Hello Josephine 3. Nini Rosso – Il Silenzio 4. The Beatles – Help! 5. Dave Berry – This Strange Effect 6. Sam the Sham & the Pharaohs – Wooly Bully 7. The Fortunes – You've Got Your Troubles 8. Lucille Starr – The French Song (Quand le soleil dit bonjour aux montagnes) 9. The Beatles – Rock and Roll Music / No Reply 10. Gudrun Jankis – Letkis 11. The Rolling Stones – (I Can’t Get No) Satisfaction 12. Jewel Akens – The Birds and the Bees 13. Lucille Starr – Colinda / Crazy Arms 14. Johnny Lion – Sophietje 15. The Beatles – Ticket to Ride 16. The Rolling Stones – The Last Time 17. Chubby Checker – Lovely Lovely 18. The Beatles – Eight Days a Week 19. The Byrds – Mr. Tambourine Man 20. The Beatles – I Feel Fine 21. Cowboy Gerard – Het Spel Kaarten 22. Roy Orbison – Goodnight 23. The Searchers – Goodbye My Love 24. Shawn Elliott – Shame And Scandal In The Family!!! 25. Wanda Jackson – Santo Domingo 26. Tony Bass – Dat Is 'T Einde 27. France Gall – Poupee De Cire Poupee De Son 28. The Animals – Bring It On Home To Me 29. Adamo – Les Filles Du Bord De Mer 30. Petula Clark – Down Town 31. Sonny & Cher – I Got You Babe 32. The Rolling Stones – Heart Of Stone 33. Cliff Richard – I Could Easily Fall (In Love With You) 34. Barry McGuire – Eve of Destruction 35. The Moody Blues – Go Now! 36. Shirley Bassey – Goldfinger 37. Wim Sonneveld – Frater Venantius 38. The Golden Earrings – Please Go 39. Julie Rogers – The Wedding 40. The Beatles – Yesterday 41. Adamo – Dolce Paola 42. Bob Dylan – Like A Rolling Stone 43. Trea Dobbs – Ploem Ploem Jenka 44. The Rolling Stones – Little Red Rooster 45. The Pretty Things – Road Runner 46. Donovan – Colours 47. The Fortunes – Here It Comes Again 48. Gert Timmermans – De Schommelstoel 49. Roy Orbison – (Say) You're My Girl 50. Rein De Vries – Patsy 51. Ronny – Kenn Ein Land 52. Willeke Alberti – Mijn Dagboek 53. Vic Dana – Red Roses For A Blue Lady 54. The Righteous Brothers – Unchained Melody 55. Willeke Alberti – Vanavond Om Kwart Over Zes Ben Ik Vrij 56. Ronnie Tober – Iedere Avond 57. Donovan – The Universal Soldier 58. Trini Lopez – Adalita 59. The Everly Brothers – The Price Of Love 60. Slome Japie – Ik Heb M'n Hart Op Katendrecht Verloren 61. The Everly Brothers – That'll Be The Day 62. Tom Jones – What's New Pussycat? 63. Herve Vilard – Capri, C'est Fini 64. The Rolling Stones – Get Off Of My Cloud 65. Sandie Shaw – Long Live Love 66. Sounds Orchestral – Cast Your Fate To The Wind |

Siehe auch: Nummer-eins-Hits 1965 in  Australien, Belgien, Deutschland, Finnland, Frankreich, Irland, Italien, Kanada, Norwegen, Österreich, Spanien, den Vereinigten Staaten und im Vereinigten Königreich.